# Ligat ha'Al (baloncesto) 2008-09
La Ligat ha'Al 2008-09 fue la edición número 55 de la Ligat ha'Al, la máxima competición de baloncesto de Israel. La temporada regular comenzó el 26 de octubre de 2008 y acabó el 21 de mayo de 2009. El campeón fue el Maccabi Tel Aviv, que lograba su cuadragésimo octavo título, mientras descendieron a la Liga Leumit Elitzur Kiryat Ata y Elitzur Givat Shmuel.

## Equipos Temporada 2008/09
| Equipo                | Ciudad        | Estadio                | Capacidad |
| --------------------- | ------------- | ---------------------- | --------- |
| Bnei Herzliya         | Herzliya      | HaYovel Herzliya       | 1,500     |
| Elitzur Givat Shmuel  | Giv'at Shmuel | Lider Center           | 900       |
| Elitzur Kiryat Ata    | Kiryat Ata    | Nesher Arena           | 1,200     |
| Hapoel Gilboa Galil   | Gan Ner       | Gan Ner Sports Hall    | 2,100     |
| Hapoel Holon          | Holon         | Holon Toto Hall        | 5,500     |
| Hapoel Jerusalem      | Jerusalem     | Jerusalem Payis Arena  | 11,600    |
| Ironi Ashkelon        | Ashkelon      | Ashkelon Sports Arena  | 3,000     |
| Ironi Nahariya        | Nahariya      | Ein Sara Sport Hall    | 2,500     |
| Ironi Ramat Gan       | Ramat Gan     | Zisman Arena           | 1.400     |
| Maccabi Haifa         | Haifa         | Romema Arena           | 5,000     |
| Maccabi Rishon LeZion | Rishon LeZion | Beit Maccabi Rishon    | 2,500     |
| Maccabi Tel Aviv      | Tel Aviv      | Menora Mivtachim Arena | 11,060    |

## Resultados

### Temporada regular
|     | Equipo                | PJ | G  | P  | PF   | PC   | Dp   | Pts |
| --- | --------------------- | -- | -- | -- | ---- | ---- | ---- | --- |
| 1.  | Maccabi Tel Aviv      | 22 | 19 | 3  | 2002 | 1659 | +343 | 41  |
| 2.  | Hapoel Jerusalem      | 22 | 17 | 5  | 1962 | 1828 | +134 | 39  |
| 3.  | Maccabi Haifa         | 22 | 14 | 8  | 1734 | 1651 | +83  | 36  |
| 4.  | Hapoel Holon          | 22 | 13 | 9  | 1811 | 1764 | +47  | 35  |
| 5.  | Gilboa/Galil          | 22 | 13 | 9  | 1728 | 1672 | +56  | 35  |
| 6.  | Bnei HaSharon         | 22 | 13 | 9  | 1713 | 1696 | +17  | 35  |
| 7.  | Ironi Nahariya        | 22 | 10 | 12 | 1790 | 1740 | +50  | 32  |
| 8.  | Ironi Ashkelon        | 22 | 8  | 14 | 1769 | 1797 | -28  | 30  |
| 9.  | Ironi Ramat Gan       | 22 | 8  | 14 | 1707 | 1861 | -154 | 30  |
| 10. | Maccabi Giv'at Shmuel | 22 | 7  | 15 | 1706 | 1788 | -82  | 29  |
| 11. | Maccabi Rishon LeZion | 22 | 7  | 15 | 1769 | 1903 | -134 | 29  |
| 12. | Elitzur Kiryat Ata    | 22 | 3  | 19 | 1688 | 2020 | -332 | 25  |

|  | Clasificado para Playoffs             |
|  | Clasificado para Playoffs de descenso |

### Partidos
|                       | BNS   | EKA    | HPG    | HPH    | HPJ    | IAS   | INA   | IRG    | MGS    | MHA    | MRL     | MTA    |
| --------------------- | ----- | ------ | ------ | ------ | ------ | ----- | ----- | ------ | ------ | ------ | ------- | ------ |
| Bnei HaSharon         |       | 82-67  | 71-66  | 76-87  | 77-73  | 74-91 | 80-76 | 88-78  | 96-75  | 97-78  | 90-92   | 83-75  |
| Elitzur Kiryat Ata    | 79-74 |        | 63-84  | 68-104 | 72-117 | 71-75 | 87-80 | 82-85  | 80-101 | 76-86  | 93-91   | 56-88  |
| Gilboa/Galil          | 74-54 | 86-75  |        | 58-64  | 87-90  | 70-68 | 84-72 | 79-84  | 77-72  | 88-83  | 101-87  | 64-87  |
| Hapoel Holon          | 83-52 | 83-79  | 89-103 |        | 90-69  | 85-76 | 77-75 | 93-67  | 85-89  | 75-82  | 107-106 | 72-91  |
| Hapoel Jerusalem      | 92-85 | 103-94 | 81-74  | 91-81  |        | 85-82 | 93-92 | 105-90 | 101-86 | 100-78 | 96-74   | 91-77  |
| Ironi Ashkelon        | 81-76 | 96-74  | 78-79  | 94-84  | 78-87  |       | 91-87 | 85-91  | 73-68  | 77-84  | 80-88   | 75-99  |
| Ironi Nahariya        | 65-67 | 103-73 | 90-73  | 74-76  | 82-67  | 84-90 |       | 81-74  | 89-80  | 61-71  | 77-84   | 85-102 |
| Ironi Ramat Gan       | 68-77 | 87-77  | 72-81  | 85-70  | 108-92 | 66-81 | 64-79 |        | 81-73  | 72-89  | 72-73   | 56-102 |
| Maccabi Giv'at Shmuel | 68-79 | 93-81  | 68-65  | 63-74  | 77-87  | 76-70 | 90-96 | 89-90  |        | 60-76  | 87-76   | 73-77  |
| Maccabi Haifa         | 70-75 | 92-75  | 72-79  | 90-71  | 73-80  | 79-68 | 57-76 | 94-74  | 77-69  |        | 75-68   | 79-76  |
| Maccabi Rishon LeZion | 78-95 | 108-86 | 63-86  | 71-79  | 74-81  | 77-69 | 92-93 | 68-57  | 77-88  | 54-81  |         | 93-96  |
| Maccabi Tel Aviv      | 77-65 | 102-80 | 89-70  | 105-82 | 97-81  | 97-86 | 84-78 | 103-86 | 81-61  | 80-68  | 114-75  |        |

### Playoffs

#### Cuartos de final
Los cuartos de final se jugaron al mejor de 5 partidos. El equipo con mejor posición al término de la temporada regular acogería los partidos 1, 3 y 5 (si fueran necesarios), mientras que el equipo peor clasificado lo haría con los partidos 2 y 4.
| Equipo #1            | Final | Equipo #2          | Partido 1 25-26 de abril | Partido 2 3-4 de mayo | Partido 3 7 de mayo | Partido 4 10 de mayo | Partido 5 14 de mayo |
| -------------------- | ----- | ------------------ | ------------------------ | --------------------- | ------------------- | -------------------- | -------------------- |
| Maccabi Tel Aviv (1) | 3–1   | Ironi Ashkelon (8) | 95–96 (PR)               | 86–69                 | 92–69               | 97–65                |                      |
| Hapoel Jerusalem (2) | 3–0   | Ironi Nahariya (7) | 78–76                    | 92–79                 | 88–80               |                      |                      |
| Maccabi Haifa (3)    | 3–1   | Bnei HaSharon (6)  | 66–69                    | 75–71                 | 74–61               | 87–68                |                      |
| Hapoel Holon (4)     | 2–3   | Galil/Gilboa (5)   | 74–81                    | 63–61                 | 79–78 (PR)          | 55–77                | 80–87(PR)            |

#### Final Four
|  | Semifinales      | Semifinales |               |                  | Final            | Final      |  |
|  | 19 de mayo       | 19 de mayo  |               |                  | 21 de mayo       | 21 de mayo |  |
|  |                  |             |               |                  |                  |            |  |
|  |                  |             |               |                  |                  |            |  |
|  | Hapoel Jerusalem | 93          |               |                  |                  |            |  |
|  | Hapoel Jerusalem | 93          |               |                  |                  |            |  |
|  | Maccabi Haifa    | 98          |               |                  |                  |            |  |
|  | Maccabi Haifa    | 98          |               | Maccabi Tel Aviv | 85               |            |  |
|  |                  |             |               | Maccabi Tel Aviv | 85               |            |  |
|  |                  |             | Maccabi Haifa | 72               |                  |            |  |
|  | Maccabi Tel Aviv | 72          | Maccabi Haifa | 72               |                  |            |  |
|  | Maccabi Tel Aviv | 72          |               |                  |                  |            |  |
|  | Gilboa/Galil     | 70          |               |                  | 3er puesto       | 3er puesto |  |
|  | Gilboa/Galil     | 70          |               |                  | 3er puesto       | 3er puesto |  |
|  |                  |             |               |                  |                  |            |  |
|  |                  |             |               |                  | Hapoel Jerusalem | 96         |  |
|  |                  |             |               |                  | Hapoel Jerusalem | 96         |  |
|  |                  |             |               |                  | Gilboa/Galil     | 101        |  |
|  |                  |             |               |                  | Gilboa/Galil     | 101        |  |
|  |                  |             |               |                  |                  |            |  |

#### Partidos

##### Semifinal 1
| 19 de mayo de 2009 | Hapoel Jerusalem                                   | 93–98                                              | Maccabi Haifa                                      |                                                                       |  |
| 18:00              | Parciales: 17–23, 22–30, 16–15, 29–16 (T.E.: 9–14) | Parciales: 17–23, 22–30, 16–15, 29–16 (T.E.: 9–14) | Parciales: 17–23, 22–30, 16–15, 29–16 (T.E.: 9–14) |                                                                       |  |
|                    | Estadísticas Jefferson 24 Perkins 11 Perkins 9     | Pts Reb Asts                                       | Estadísticas Watson 26 Watson 10 Bowers 5          | Pabellón: Yad Eliyahu Arena, Tel Aviv Asistencia: 11,700 espectadores |  |

#### Semifinal 2
| 19 de mayo de 2009 | Maccabi Tel Aviv                            | 72–70                                | Gilboa/Galil                                   |                                                                       |  |
| 20:55              | Parciales: 17–9, 20–21, 21–22, 14–18        | Parciales: 17–9, 20–21, 21–22, 14–18 | Parciales: 17–9, 20–21, 21–22, 14–18           |                                                                       |  |
|                    | Estadísticas Eliyahu 20 Casspi 9 Burstein 4 | Pts Reb Asts                         | Estadísticas Kadir 17 Kadir 9 Kadir, Roberts 5 | Pabellón: Yad Eliyahu Arena, Tel Aviv Asistencia: 11,700 espectadores |  |

#### Tercer y cuarto puesto
| 21 de mayo de 2009 | Hapoel Jerusalem                          | 96–101                                | Gilboa/Galil                          |                                                                       |  |
| 18:00              | Parciales: 28–30, 20–23, 22–24, 26–24     | Parciales: 28–30, 20–23, 22–24, 26–24 | Parciales: 28–30, 20–23, 22–24, 26–24 |                                                                       |  |
|                    | Estadísticas Francis 22 Francis 7 Naimi 7 | Pts Reb Asts                          | Estadísticas Kadir 17 Kadir 9 Kadir 5 | Pabellón: Yad Eliyahu Arena, Tel Aviv Asistencia: 11,700 espectadores |  |

#### Final
| 21 de mayo de 2009 | Maccabi Tel Aviv                           | 85–72                                 | Maccabi Haifa                                  |                                                                       |  |
| 20:55              | Parciales: 16–19, 27–20, 22–19, 20–14      | Parciales: 16–19, 27–20, 22–19, 20–14 | Parciales: 16–19, 27–20, 22–19, 20–14          |                                                                       |  |
|                    | Estadísticas Arroyo 22 Fischer 11 Arroyo 6 | Pts Reb Asts                          | Estadísticas Perkins 25 Jefferson 12 Perkins 3 | Pabellón: Yad Eliyahu Arena, Tel Aviv Asistencia: 11,700 espectadores |  |